# 구조라항
구조라항(舊助羅港)은 대한민국 경상남도 거제시 일운면 구조라리, 거제도 섬에 있는 어항이다. 1971년 12월 21일 국가어항으로 지정되었다. 관리청은 해양수산부 동해어업관리단, 시설관리자는 거제시장이다.

## 연혁
- 구조라항이 자리한 일운면은 거제도를 동부과 서남으로 양분하는 중앙지역으로 와치(臥峙)에서 와현(臥峴)으로 길게 뻗어 풍수지리설에 의해 일운면이라 했다고 한다.
- 일본과 해상 교통의 관문 역할을 담당했으며 외침을 방어하기 위한 전초 기지로서의 주고라진이 설치되었던 항으로 1995년 기본시설 계획을 수립하고 1997년 기본시설 개발에 착수했다.[1]

## 어항구역
본 항의 어항구역은 다음과 같다.
- 수역[2]
  - 구조라리 42-2번지의 선착장 기부를 중심으로 반경 650m 선을 따라 형성된 공유수면
- 육역[3]
  - 경상남도 거제시 일운면 구조라리136-1 외 29필지(상세내역은 생략)

## 어항정비계획
- 2009년 9월 14일 본 항에 대한 어항정비계획이 고시되었다.[4] 정비계획 물량은 다음과 같다.
  - 남방파제 보강 1식, 유람선부두 110m, 돌제 10m, 호안(친수) 6m, 부잔교 1기, 친수공 제외 1식, 조경공 1식, 부대공 1식

## 관광
- 내륙형 해안지대에 위치한 국가어항으로 장승포, 옥포 등의 큰 항구와 더불어 포구 형태로는 가장 크다. 구조라항에서 잡히는 주 어종은 볼락과 도다리이며 특히 5월 봄철에는 학꽁치가 많이 잡힌다. 항 주변에는 조선 중기에 축성한 내도, 외도 등의 명승지와 효자의 전설이 얽힌 윤돌섬 등이 자리 잡고 있다. 또한 거제의 특산물로 전국적으로 유명한 멸치와 미역이 있으며 숙박시설이 잘 갖추어져 있어 관광객들이 많이 찾아온다.[5]
- 구조라항 서편에 위치한 구조라해수욕장은 물속까지 들여다보일 만큼 물이 깨끗하다. 한국전쟁 후 포로수용소가 거제에 설치되면서 미군들이 해수욕장으로 사용했던 곳으로 1970년 이후에 널리 알려지기 시작했다.[6]